# Арефьева, Лидия Олеговна
Лидия Олеговна Арефьева (род. 13 августа 1983, Харьков, СССР) — российская актриса театра и кино.

## Биография
Лидия Олеговна Арефьева родилась 13 августа 1983 года в Харькове. В 1996 году окончила там же балетно-хореографическую школу, затем училась на курсах в модельной школе.
В марте 1998 года, в 15-летнем возрасте, получила звание вице-мисс конкурса «Мисс Украина 1998», проходившего в донецком Театре оперы и балета.
В 2003 году окончила школу-студию МХАТ (мастерская C. Земцова и И. Золотовицкого). В 2005 году окончила факультет телерадиовещания школы телевидения «Останкино».
В качестве фотомодели снималась для журналов «Maxim», «XXL»; участвовала в фоторекламе брендов «Gillette», «Bon Aqua», «Coffee Ambassador», «Faberlic», «Samsung»; снималась в рекламе «Oriflame», «M&M’s», пиво «Тинькофф», «Ehrmann» и других.
Вела программы или была соведущей: «КИЧ» (РЕН ТВ, 2004—2005), «Москва: Инструкция по применению» (ТНТ, 2005—2006), «Доброе утро» (Первый канал, 2006—2007).
Снялась в клипе Юрия Титова на песню «Понарошку» и сериале «Интерны».
С 30 октября 2014 года является новой соведущей передачи «Давай поженимся» на Первом канале.

## Признание и награды
- 1997 — победительница конкурса «топ-модель Восточной Украины 1997»
- 1998 — конкурс «Мисс Украина 1998» — титул «вице-мисс Украина 1998»[3]
- 2003 — премия «Fashion TV» — номинация «лицо рекламы 2003 года»

## Фильмография
- 2003 — Бюро счастья (телеспектакль)
- 2003 — Бедная Настя
- 2005 — Рублёвка live — Любовь Морозова
- 2006 — Клуб
- 2007 — Папины дочки 24 серия — секретарша Зубчинского
- 2007 — Кто в доме хозяин? — Лиза
- 2007 — Час Волкова — Лариса, журналистка
- 2007 — Стриптиз клуб — Светлана
- 2008 — Братья детективы 9 серия — Лиза
- 2008 — ГИБДД и т.д — Алена
- 2008 — Адвокат 60 серия — Вероника
- 2008 — Черничный пирог (серия «Шпионские игры») — Ольга
- 2010 — Аманда О 1 серия — телеведущая
- 2010 — Страшные лейтенанты — Девушка Черенкова
- 2010 — Интерны — Шемякова Ирина Витальевна, психиатр
- 2011 — Пуля-дура 5 — Марина
- 2011 — Игра 9 серия — Елена Суханова, сотрудник пресс-службы УВД ЮАО Москвы
- 2011 — Новая жизнь сыщика Гурова. Продолжение — Ксения Светлова
- 2011 — Интерны — Шемякова Ирина Витальевна, заведующая психиатрическим отделением
- 2012 — Зверобой 3 — Марта
- 2011 — Astra, I Love You — Джоли
- 2012 — По горячим следам 2 — Елена
- 2013 — Бальзаковский_возраст,_или_Все_мужики_сво… — Аня
- 2013 — Зеркала — Елизавета Эфрон
- 2013 — ОСА — суперкомпьютер Матильда
- 2013 — Умник — Людмила
- 2014 — Райский уголок — Наташа
- 2014 — Верное средство — Марина Соколова
- 2014 — В спорте только девушки — эпизод
- 2015 — Главный конструктор — Нина Ивановна Королёва
- 2015 — Пуанты для плюшки — Соня
- 2015 — Тень стрекозы — Станислава
- 2016 — Одноклассницы — заказчица